# Полумаймуни
Полумаймуните (Strepsirrhini) са таксономичен подразред, който заедно с подразред Маймуни (Haplorrhini) образуват разред Примати (Primates). Към полумаймуните се отнасят мадагаскарските Лемуроподобни (Lemuriformes) и Ръконожкоподобни (Chiromyiformes), както и разпространените в Африка и Югоизточна Азия Лориподобни (Lorisiformes), представени съответно от Галаговите (Galagidae) и Лориевите (Lorisidae). Към полумаймуните до неотдавна се отнасяха и малайските Дългопети (Tarsiiformes), но се установи тяхното по-близко родство с маймуните.

## Обща характеристика
Полумаймуните, известни още като Влажноноси примати, се смятат за по-примитивните предшетвеници на Маймуните (Сухоноси примати), от които се отличават главно по това, че имат типичната за повечето бозайници влажна носна гъба (типичния кучешки нос). Главният им мозък е сравнително по-малък в сравнение с този на маймуните (признак за не особено висок интелект), но дялът на мозъка им свързан с обонянието е сравнително по-добре развит и разчитат в по-голяма степен на носа, отколкото на очите си. Освен това за разлика от маймуните очните им кухини не са изцяло преградени с кост, а само частично с посторбитална преграда. По правило полумаймуните са нощни животни и всички видове (дори дневно активните) притежават светлоотразителна мембрана (тапетум) зад ретината на окото, за по-добро нощно виждане. Повечето нощни видове имат и отличен слух, като са запазили способността да мърдат ушите си независимо едно от друго за по-добро звукоулавяне и локализиране на шума. При тези примати горната устна е прикрепена към носа и венците и не придава различните изражения на лицето характерни за маймуните.
При полумаймуните палците, както на предните, така и на задните крайници, са по-силно противопоставени на останалите пръсти във връзка с предимно дървесния им начин на живот. Друга тяхна особеност са назъбените като гребен нокти на вторите пръсти на краката, които използват за почистване на козината си. Предните им зъби (кучешки и резци), като лемурът Ай ай е изключение, са гъсто разположени и слабо диференцирани, тъй като също се използват предимно за пощене.
За разлика от маймуните, полумаймуните са запазили способността да отделят ензим, с чиято помощ могат сами да синтезират витамин C.
Полумаймуните се отличават от маймуните и по отношение на размножаването. При повечето видове не се наблюдава полов диморфизъм, мнозинството са моногамни и някои образуват трайни семейни двойки. Освен това при повечето стадни лемури се наблюдава матриархална социална структура; групите са предвождани от доминираща женска. Размножават се в определен сезон и раждат по няколко малки. Матката на женските е двурога и имат няколко реда млечни зърна.

## Класификация
В по-старата научна литература приматите се делят на два подразреда под латинските наименования Prosimii или Prosimiae (Полумаймуни) и Anthropoidea или Simiae (Маймуни). Смятаните за полумаймуни Дългопети обаче се оказват по-близки до маймуните и вече се отнасят към тях, като Anthropoidea се преименува на Haplorrhini, а Prosimii на Strepsirrhini.
Към полумаймуните се отнасят и вече изчезналите примати Адапиди (Adapiformes), чиито представител е например Смилодектеса (Smilodectes).
- разред Primates – Примати
  - подразред Strepsirrhini – Полумаймуни (Влажноноси примати)
    - инфраразред Lemuriformes – Лемуроподобни
      - надсемейство Cheirogaleoidea
        - семейство Cheirogaleidae – Лемури джуджета (Миши лемури)

      - надсемейство Lemuroidea
        - семейство Lepilemuridae – Тънкотели лемури (Невестулкоподобни лепилемури)
        - семейство Lemuridae – Лемурови
        - семейство Indriidae – Индриеви

    - инфраразред Chiromyiformes – Ръконожкоподобни
      - семейство Daubentoniidae – Ръконожки

    - инфраразред Lorisiformes – Лориподобни
      - семейство Galagidae – Галагови
      - семейство Lorisidae – Лориеви